# Sorbus setschwanensis
Sorbus setschwanensis là loài thực vật có hoa trong họ Hoa hồng. Loài này được (C.K. Schneid.) Koehne miêu tả khoa học đầu tiên năm 1913.